# ممر زنغزور
ممر زانغزور، أو ممر زنگزور (بالأرمنية: ԶΡζԼΥΦԺ ԶΫԻԺ)، (باللاتينية: Zangezuri mijantsk)؛ (بالأذرية: Zəngəzur dəhlizi)، هو ممر النقل الذي في حالة تنفيذه، سيمنح دولة أذربيجان حرية الوصول دون عوائق إلى جمهورية ناخجوان المتمتعة بالحكم الذاتي دون نقاط التفتيش الأرمنية، عبر مقاطعة سيونيك في أرمينيا، وبمعنى واسع، للممر الجيوسياسي الذي من شأنه أن يربط تركيا ببقية العالم التركي وبالتالي "توحيد الدول التركية". لم يكن هذا المفهوم جزءًا من اتفاق وقف إطلاق النار في ناغورنو قره باخ لعام 2020، ولكن قدم إلى المعجم الجيوسياسي لاحقًا من قبل إلهام علييف. وقد روج لهُ منذ ذلك الحين من قبل دولتي أذربيجان وتركيا، في حين اعترضت أرمينيا عليه بشكل ثابت، مؤكدة أن "مشروع الممر" ينحرف عن بيان وقف إطلاق النار، وأنه شكل من أشكال الدعاية.
صارت الممرات والطرق المحتملة وطرق النقل منذ ذلك الحين نقاط خلاف بين أذربيجان وأرمينيا، اللتين لا تزالان تحافظان على حصار متبادل فيما بينهما منذ عام 1989. بدأت أذربيجان مشاريع بناء على أراضيها لتقديمها كجزء من تنفيذ ما يسمى بممر زنغزور وهددت بأنه إذا لم ترغب أرمينيا في ذلك فإن أذربيجان "ستنفذ المشروع بالقوة".
خلال المحادثات الثلاثية في عام 2021، أعربت أرمينيا عن استعدادها للمشاركة في إعادة بناء خطوط السكك الحديدية التي تعود إلى الحقبة السوفيتية والتي كانت تربط تاريخيًا بين أذربيجان وناخيتشيفان، والتي فسرتها أذربيجان على أنها موافقة أرمينية على "ممر زنغزور". وبحسب روسيا الطرف الثالث، فإن ما يناقش هو فك حجب الاتصالات الإقليمية، وليس إنشاء "ممر".
لقد وصف العديد من المراقبين الدوليين "ممر زانجيزور" بأنه أجندة قومية تركية، مستمدة من الفكرة الوحدوية، في حين أكد آخرون على حل الحصار باعتباره جانبًا رئيسيًا. وقد أكد بعض المحللين السياسيين اهتمام روسيا بتنمية هذا الطريق، نظرا لأنها ستكون ظاهريا الضامن الأمني للمسار.

## خلفية تاريخية

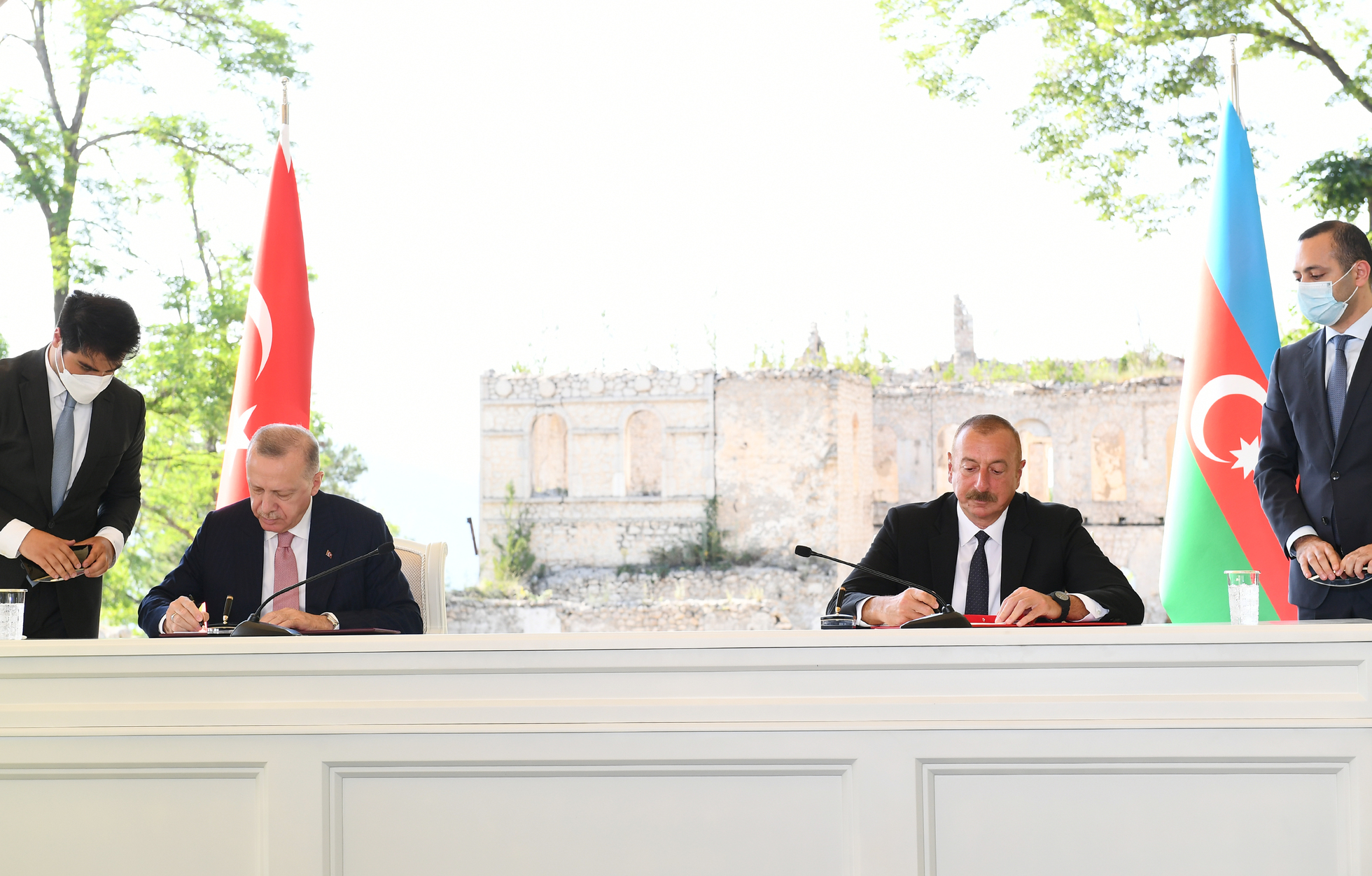
توقيع علييف وأردوغان على إعلان شوشا بشأن علاقات الحلفاء

زانغزور هو اسم المنطقة التي أنشأتها الإمبراطورية الروسية عام 1868 كجزء من محافظة يليزافيتبول، وتغطي مساحة تشمل ما يعرف اليوم بالجزء الجنوبي من أرمينيا. وسيونيك هو الاسم الأرمني لها، وهو مصطلح أقدم يعود تاريخه إلى العصور القديمة. كانت منطقة سيونيك (زنغزور) منطقة متنازع عليها بين جمهوريتي أرمينيا وأذربيجان الأوليتين بين عامي 1918 و 1920، لكن بعد انهيار الإمبراطورية الروسية. في يناير 1919، وافقت بريطانيا على الولاية القضائية الأذربيجانية على الإقليم، لكن صمود المقاومة الأرمينية أمام الضغط العسكري حتى دمجت الجمهوريتين في الاتحاد السوفيتي.

## فترة الاتحاد السوفيتي
في عهد الاتحاد السوفيتي، تأسس خطين للسكك الحديدية لربط جمهورية ناخيتشيفان الاشتراكية السوفياتية مع الأراضي الرئيسية لجمهورية أذربيجان الاشتراكية السوفياتية. شيد الخط الأقصر الذي يمر عبر منطقة سيونيك (المقاطعة الأرمنية في أقصى جنوب البلاد) في وقت سابق، في عام 1941، في حين أسس خط يريفان-إيجيفان-قازاكس إلى الشمال، في عقد الثمانينيات كطريق بديل، يربط يريفان بباكو وروسيا. وبعد ذلك استغني عن كلا الخطين منذ عام 1992 بسبب حرب مرتفعات قره باغ الأولى.
منذ عام 1989، منعت أذربيجان وصول شحنات المواد إلى كل من أرمينيا وقره باغ، وواجهت ذلك الحصار الذي فرضته أرمينيا على نخجوان. عانت نخجوان بشكل كبير من الحصار الاقتصادي الذي فرضته أرمينيا عليها، كما عانت دولة أرمينيا غير الساحلية من الحصار الاقتصادي الذي فرضته أذربيجان وحليفتها تركيا. كان لا بد من إجراء الاتصالات الجوية والبرية بين أذربيجان وجمهورية نخجوان المتمتعة بالحكم الذاتي عبر الأراضي التركية أو الإيرانية.
في عام 1992، أيدت تركيا "مفهوم الممر المزدوج" الذي قدمه لأول مرة بول أ. جوبل، والذي اقترح تبادل الأراضي بين أرمينيا وأذربيجان. وبموجب الاقتراح، ستتخلى أذربيجان عن مرتفعات قره باغ، التي ستربط بأرمينيا. وفي المقابل، ستسلم أرمينيا ممر زنغزور الجنوبي إلى أذربيجان، الذي يربط نخجوان بأذربيجان.
في عامي 2001 و 2002، ناقشت أذربيجان وأرمينيا اتفاقًا بشأن اقتراح سلام "تبادل الأراضي" تتنازل بموجبه أذربيجان عن سيادتها على مرتفعات قره باغ (بما في ذلك ممر لاتشين، الذي يربط جنوب أرمينيا بآرتساخ، وكان بحكم الأمر الواقع تحت سيطرة أذربيجان). (جيش الدفاع آرتساخ ولكن بحكم القانون في أذربيجان في تلك المرحلة) لأرمينيا مقابل تنازل أرمينيا عن السيادة على ممر ميغري لأذربيجان. لكن المقاومة في الدولتين كانت قوية ضد تبادل الأراضي، وبالتالي لم تنجح الخطة.